# Човјек из залагаонице
Човјек из залагаонице (енгл. The Pawnbroker) амерички је играни филм из 1965. у режији Сиднија Лумета. Филм је снимљен по истоименом роману Едварда Луиса Воланта.
Иако је филм премијерно приказан у јуну 1964. на Берлинском филмском фестивалу, у дистрибуцију је пуштен тек 20. априла 1965, након премијере у Сједињеним Америчким Државама,
Ово је први амерички филм који се бави холокаустом кроз искуства преживјелог.

## Радња
Након доласка Хитлера на власт, немачки Јеврејин Саул Назерман, универзитетски професор, послат је у концентрациони логор са целом породицом. Оба детета умиру пред његовим очима, а нацистички официри силују његову жену.
Пролазе године и Назерман отвара лихвар у Источном Харлему. Међутим, Солова прошлост га је учинила сумњичавим и неповерљивим према људима око себе.
Назерману помаже Порториканац Хесус Ортиз, који обожава свог шефа, али након разговора са социјалном радницом Мерилин Берчфилд, он драматично мења свој став према лихвару.
Једног дана, Назерман сазнаје да рекеташ Родригез користи његову радњу као параван. Родригезов прави извор прихода је проституција. Сећајући се понижења своје жене, Саул не жели да учествује у томе. Ово доводи до сукоба са Родригезом. У пуцњави, Ортиз узима метак намењен Назерману и умире у рукама залагача.

## Улоге
| Глумац              | Улога            |
| ------------------- | ---------------- |
| Род Стајгер         | Сол Назерман     |
| Џералдина Фицџералд | Мерилин Берчфилд |
| Брок Питерс         | Родригез         |
| Хаиме Санчез        | Хесус Ортиз      |